# 安全事務國務大臣
，曾稱「安全及邊境事務國務大臣」（Minister of State for Security and Borders），是英國內政部的部長級職位。該職位由首相戈登·布朗於2009年6月3日設立，用以拆分負責安全、反恐、犯罪及警務的「安全及反恐大臣」（現已撤銷）與新設的「犯罪及警務大臣」一職。

## 職責
保安及邊境事務國務大臣的具體職務包括：
- 反恐事務（預備、預防、追捕、保護）
- 網絡罪案
- 經濟罪案
- 欺詐罪案
- 非法融資
- 敵對國家活動
- 引渡事務
- 皇室及要員保護
- 網上損害
- 北愛爾蘭議定書和共同旅遊區
- 航空及海事安全
- 邊境及貨物保安
- 邊境行動